# Imbrius acutipennis
Imbrius acutipennis là một loài bọ cánh cứng trong họ Cerambycidae.